# 芒特弗農鎮區 (明尼蘇達州威諾納縣)
芒特弗農鎮區（英語：Mount Vernon Township）是位於美國明尼蘇達州威諾納縣的一個行政鎮區。

## 歷史
芒特弗農鎮區於1858年成立，得名自乔治·华盛顿的故居維農山莊。

## 地方資料
芒特弗農鎮區的面積為91.59平方千米，當中陸地面積為90.92平方千米，而水域面積為0.67平方千米。根據2020年美國人口普查的數據，當地共有人口276人，而人口密度為每平方千米3.01人。